# オリベッティ・プログラマ101
オリベッティ・プログラマ101（Olivetti Programma 101、P101あるいはPerottina）は初期のプログラム可能な商用デスクトップコンピューター。イタリア人技術者のピエール・ジョルジョ・ペロットによって考案され、イタリアのピエモンテ州に拠点を置くメーカーであるオリベッティによって製造された。P101は当時の大型コンピューターの主要な機能を持っていた。1964年のニューヨーク万国博覧会で発表され、1965年に量産が開始された。当時としては未来的なデザインのプログラマ101はUS$3,200(2023年時点の$30,939と同等)で発売された。1970年代初めまでにアメリカ合衆国を中心に約44,000台が販売された。
本機はしばしば「印刷可能なプログラム電卓」または「卓上計算機」と呼ばれている。これは、3年後にヒューレット・パッカードから登場したHP 9100A（P101の影響を受けている）がコンピューターへの恐怖心（苦手意識）を克服できるように「ポータブル計算機」として宣伝されたもので、企業に対してそのコンピューター部門を経由せずに直接販売することができたからである。

## 機能

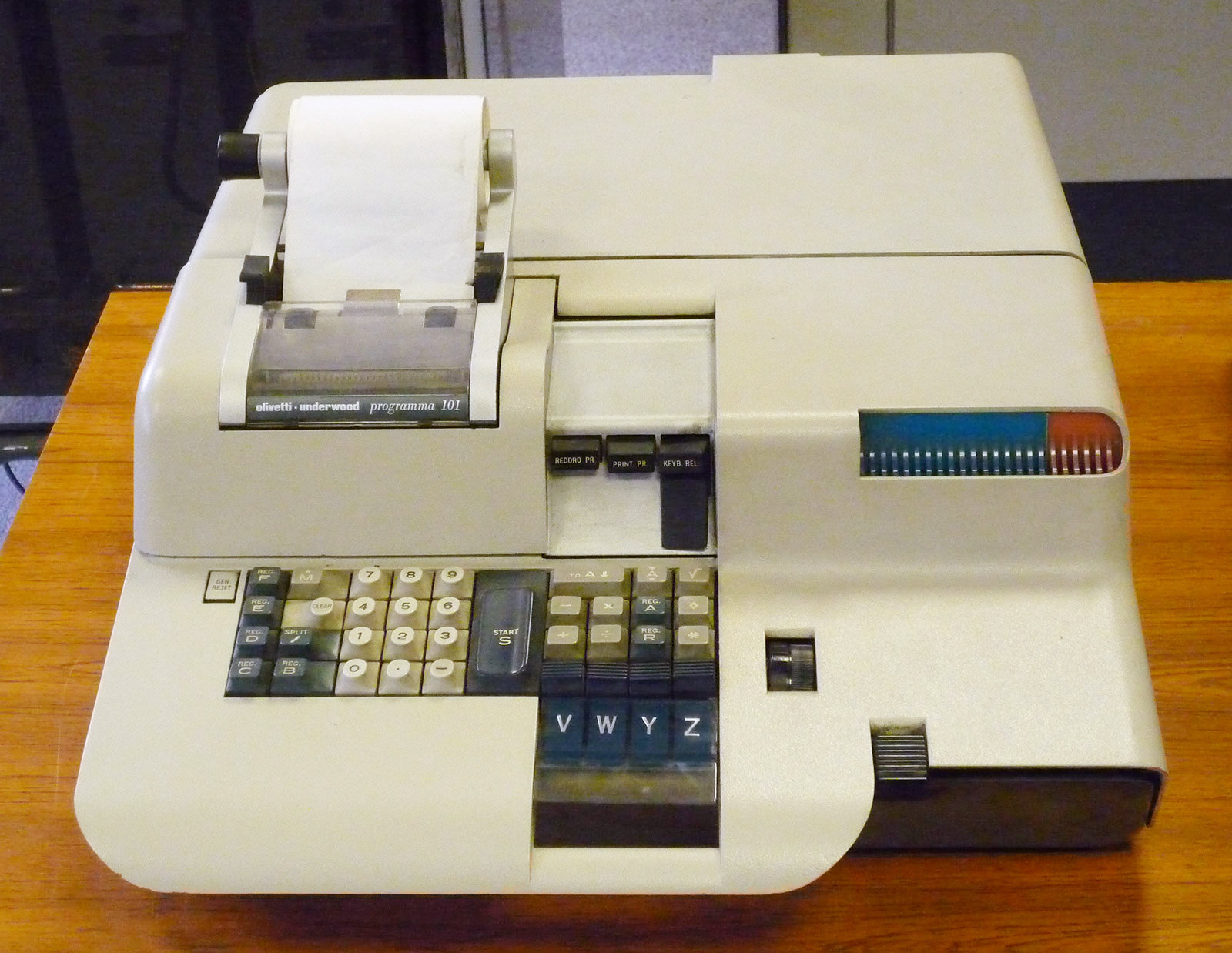
プログラマ101の前面、プリンターとプログラムキーが見える

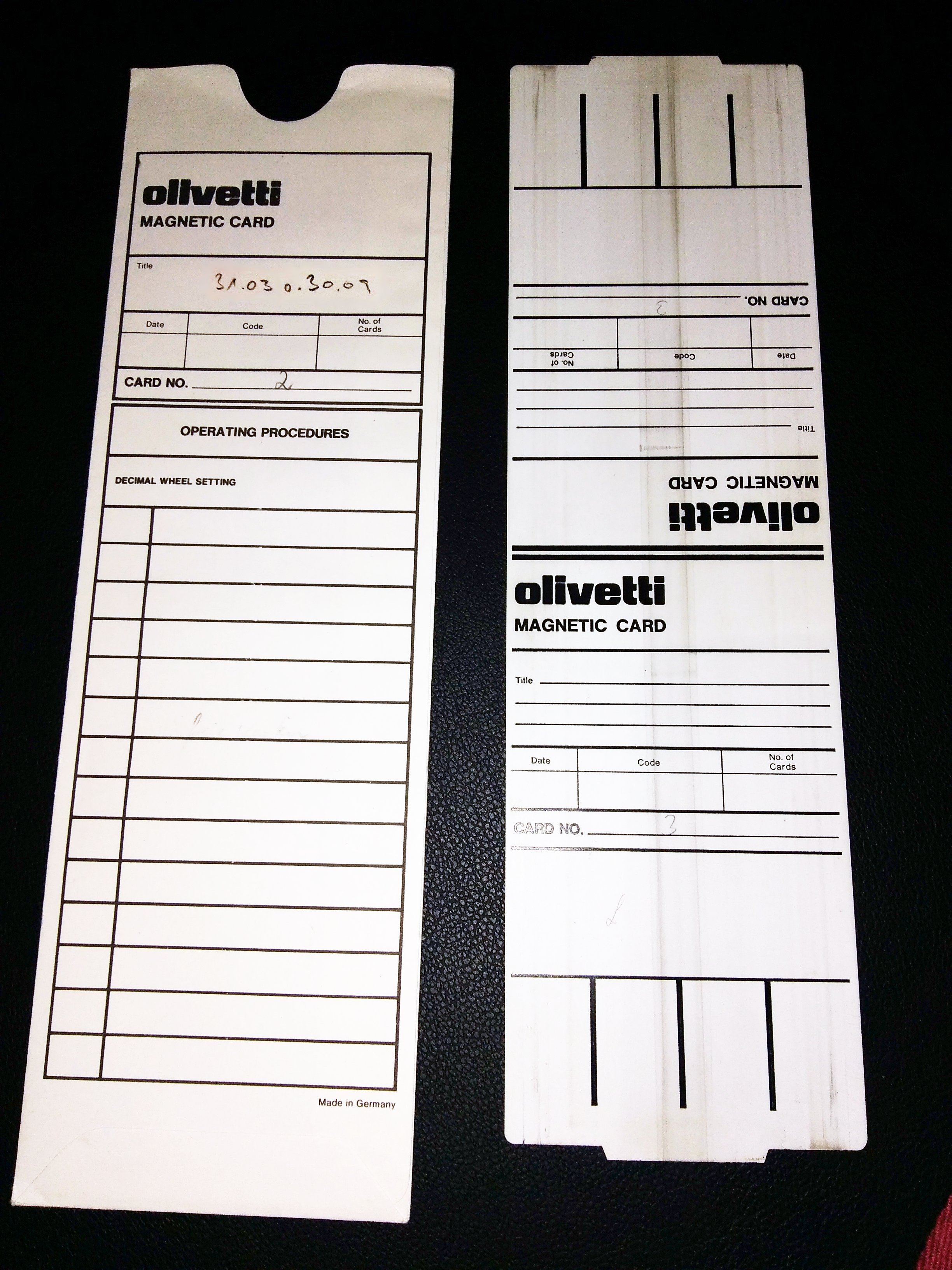
磁気カード

プログラマ101は4つの基本的な演算機能（加算、減算、乗算、除算）に加えて、平方根、絶対値、小数部の取り出しがあった。また、記憶レジスタの、消去、転送、交換に加えて印刷と入力待機の機能を搭載した。条件ジャンプ命令、英数字プログラミング言語、内部メモリ、データ記憶機構といった機能は「コンピューター」として定義付けできるものであった。32のラベルステートメントがジャンプ命令と4つの開始キー（V、W、Y、Z）へのジャンプ先として使用することができた。磁気カードのルーチンはプログラミングの知識が無くても使うことができた。
初期のコンピューターは高価で専門家にしか扱うことができなかった。P101は簡単、経済的でプログラミング言語の知識が無くても磁気カード上にプログラムを作ることができた。
全てのレジスタは22桁の符号付き数値と小数点を持っていた。
メモリは10個のレジスタを持つ。M、A、Rの3つは演算。B、Cの2つは記憶。D、E、Fなど必要に応じて割り当て可能な3つは記憶またはプログラム。p1、p2の2つはプログラムのみ。B、C、D、E、Fの5つのレジスタは半分のレジスタに分割され、11桁の符号と小数点付きの数値を含む。そのため、後期のコンピューターとの最も特徴的な構造の違いは、その命令領域とデータ領域を機能的に分離したことであった。
本機は電卓やキャッシュレジスターのように、プログラムと結果をテープロール紙に印刷した。
プログラミングはアセンブリ言語に似ていたが、より単純に、より少ない選択肢で済んだ。記憶レジスタと演算レジスタ、レジスタ中の命令との交換を指示できた。命令は1バイトを占有し、磁気カードには120個の命令を保存できた。Elea 9003などの大型コンピューターでは、命令は8バイトを占有し、基本モデルのメモリが全20KBであった中で120個の命令は1KB近くを占有した。
プログラムの保存は片面に磁気コーティング、もう片面にメモをする箇所がある約10cm×20cmのプラスチックカードに記録することができた。各カードは2本のラインに記録され、2つのプログラムを保存することができた。4つのレジスタはカード上に保存され、2つのレジスタはプログラムコード専用であった。他の3つのレジスタ（D、E、F）はコードまたは数値のために使うことができた。

## 設計
合計240バイトの情報が2.2ミリ秒のサイクル・タイムを持つ磁歪遅延線に電気的に保存された。演算処理はディスクリート部品（トランジスタやダイオードがフェノール樹脂回路基板に実装された）で行われ、マイクロプロセッサは存在せず、集積回路もまだ実用初期段階にあったため使われなかった。

## デザインとエルゴノミクス
オリベッティはニューヨーク近代美術館の永久収蔵品がそれを証明するように、技術とデザインの両面に注力したことで有名であった。プログラマ101はその一例であった。技術の面では、開発チームは誰でも使える非常にシンプルな製品を提供することに注力した。ロベルト・オリベッティに呼び込まれたイタリアの若手建築家マリオ・ベリーニより前には、製品の人間工学（エルゴノミクス）と美学を気に掛けた者は居なかった。
私はロベルト・オリベッティから「進行中のある込み入ったプロジェクトのためにあなたに会いたい。」という電話を受けた日を思い出す。それはメカやプリント回路を積んだ箱の設計ではなく、人と暮らしを共にする何か、テーブルあるいはデスクに座って理解・交流の関係を始めるような人間的なもの、それまでのコンピューターは洋タンスほどの大きさであったためにこれは全く新しいもの、といった設計を伴っていた。私たちは洋タンスとはどんな関係を持つこともできなかった。実際、最も美しい洋タンスは壁の中に消えてしまった。しかしこれは洋タンスでも箱でもなく、あなたの個人的な付き人の一部になるために設計されたマシンだった。—Mario Bellini, 2011, "Programma 101 — memory of the future"

## 歴史

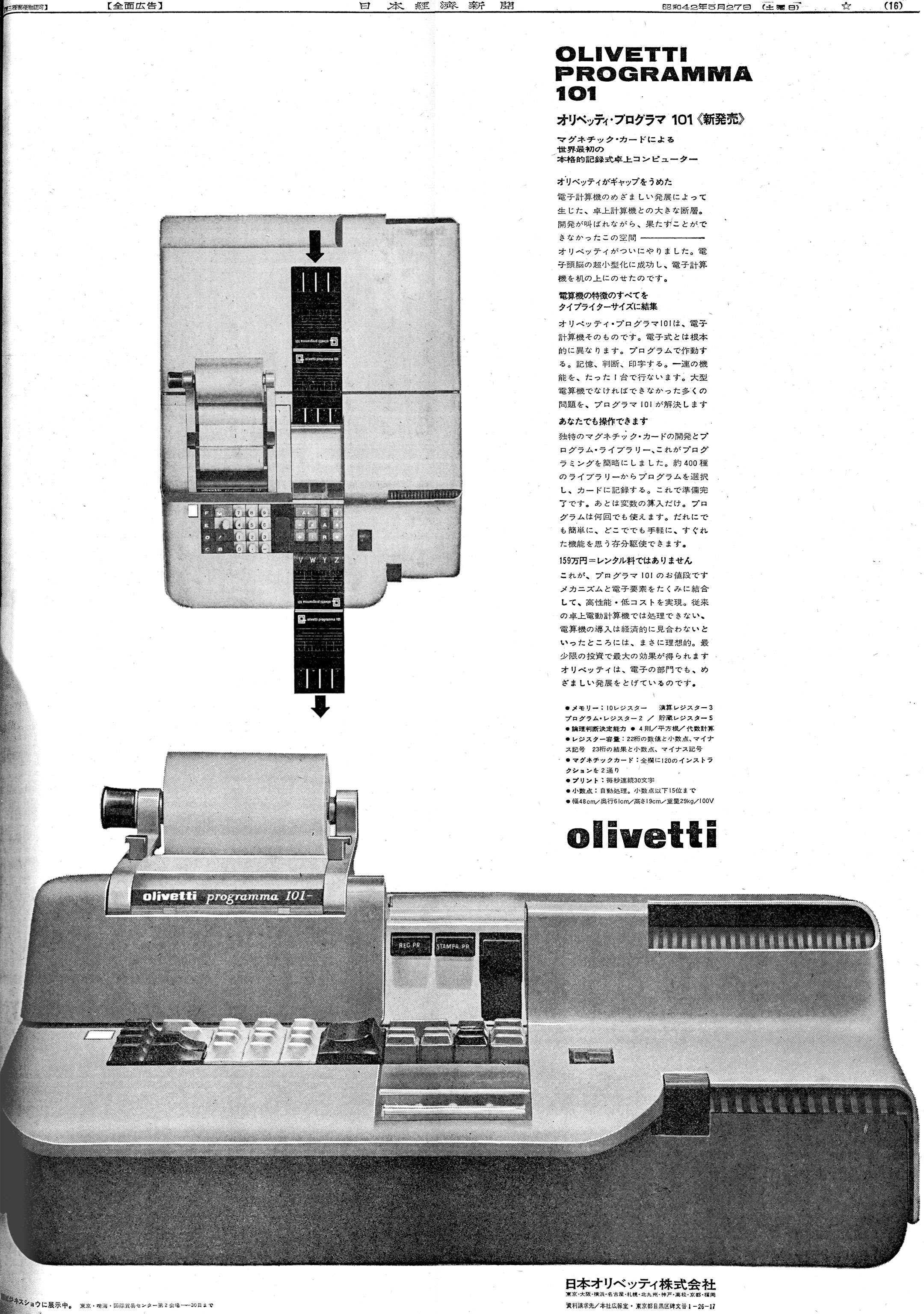
日本でのプログラマ101の広告（1967年）

本機はイベリアのオリベッティ技術者ピエール・ジョルジョ・ペロットによって設計された。マルコ・ザヌーゾの意匠、マリオ・ベリーニの設計によるスタイリングは当時としては人間工学的かつ革新的で、ベリーニはコンパッソ・ドーロ産業デザイン賞を受賞した。
開発は1962年と1964年の間、同社の他のビルはGEが所有していた中で、オフィスでいくつか厄介な状況を作り出していたオリベッティの小さなチームを出身とする従業員が、一夜にして製品の内部的な分類をコンピューターから電卓に変えたおかげで、GEへのコンピューター部門の売却を免れた。
プログラマ101は1964年のニューヨーク万国博覧会で発表され、大きな注目を集めた。44,000台が販売され、うち9割はアメリカ合衆国で売り上げた。その価格は3,200ドルであった。（1968年に3,500ドルに値上げ。）
ヒューレット・パッカードはHP 9100において、プログラマ101で使われている磁気カードやアーキテクチャといったいくつかの技術を取り入れ、後にオリベッティに約90万ドル（2023年時点の789万ドルと同等）のロイヤルティーを支払った。
約10台のプログラマ101がNASAに売られ、アポロ11号月面着陸計画に使用された。
アポロ11号で私たちはデスクトップコンピュータ、というか、まあその、オリベッティ・プログラマ101と呼ばれるものを持っていた。それはすごい計算機で、おそらく1フィート半四方で約8インチの高さであった。それは加算、減算、乗算、除算でき、しかしそれら一連を磁気カード、長さ1フィート幅2インチの磁気ストライプ、に記録することができた。よって、プログラムの流れを書いてそこに読み込ませることができ、そして、もしルナモジュール高感度アンテナがあまり賢くなかったら、地球の居場所を知ることができなかった。私たちはこのプログラマ101で4分割にしたプログラムを動かしていた。—David W. Whittle, 2006 
P101はベトナム戦争中にアメリカ空軍によってB-52 ストラトフォートレスの対地直接爆撃に用いる座標計算システムの一部に使われていたことも特筆すべき点である。